# Лучка Дролц
Лучка Дролц је била југословенска и словеначка филмска и позоришна глумица.

## Биографија
На АГРФТ-у у Љубљани завршила је студије драмске глуме и запослила се у СНГ Нова Горица. Дипломирала је 1981. године.
Од 1970. године је члан Луткарског театра у Љубљани. Сарађивала је с режисером Вељком Дулетићем (На брду, Моја драга Иза, десети брат), а радила је и на телевизији.

## Улоге
|                   | 1960 | 1970 | 1980 | Укупно |
| ----------------- | ---- | ---- | ---- | ------ |
| Дугометражни филм | 2    | 2    | 2    | 6      |

| Год.     | Назив                    | Улога \|- style="background: Lavender; text-align:center; " | 1960.-те | 1960.-те | 1960.-те | 1960.-те |
| 1965.    | Истим путем се не враћај | /                                                           |          |          |          |          |
| 1967.    | Прича које нема          | /                                                           |          |          |          |          |
| 1970.-те |                          |                                                             |          |          |          |          |
| 1971.    | На кланцу                | Францка јр                                                  |          |          |          |          |
| 1979.    | Драга моја Иза           | Ана Новак (као Луција Дролц)                                |          |          |          |          |
| 1980.-те |                          |                                                             |          |          |          |          |
| 1982.    | Десети брат              | Собарица                                                    |          |          |          |          |
| 1985.    | Доктор                   | /                                                           |          |          |          |          |